# گمینا لوبینگ
گمینا لوبینگ (به لهستانی:  Gmina Lubień) یک گمینا در لهستان است که در شهرستان مشلنگتسه واقع شده‌است. گمینا لوبینگ ۷۵٫۰۱ کیلومتر مربع مساحت و ۹٬۲۹۴ نفر جمعیت دارد.